# منظمة الشباب الكاثوليكية في غانا
منظمة الشباب الكاثوليكية في غانا (بالإنجليزية: Catholic Youth Organization Ghana)‏ (اختصار CYO Ghana) هي منظمة شبابية كاثوليكية في غانا، وعضو في المظلة الكاثوليكية لمنظمات شباب  الكاثوليكي.

## التاريخ
تأسست منظمة الشباب الكاثوليكية في غانا في 22 أغسطس 1948.

## المنظمة
تم تنظيم المنظمة بناء على الفئات العمرية في الأقسام التالية:
| الفئة العمرية | الاسم            |
| ------------- | ---------------- |
| 6–11          | الطفل اليسوع     |
| 12–17         | الشباب الرسل     |
| 18 فما فوق    | الجنود المسيحيون |
| القادة        | الضباط           |